# Quartetto per archi n. 2 (Britten)
Il Quartetto per archi n. 2 in do maggiore, Op. 36, del compositore inglese Benjamin Britten, fu scritto nel 1945. Fu composto a Snape, Suffolk e a Londra e completato il 14 ottobre. La prima esecuzione fu data dallo Zorian Quartet alla Wigmore Hall di Londra il 21 novembre 1945, in un concerto per celebrare il 250º anniversario della morte del compositore inglese Henry Purcell (1659 – 95). L'opera era stata commissionata da Mary ("Mrs J. L.") Behrend, mecenate delle arti e a lei fu dedicata; Britten donò la maggior parte del suo compenso per alleviare la carestia in India.

## Storia delle esecuzioni
Lo Zorian Quartet fece la prima registrazione del lavoro, nell'ottobre 1946. Occupa sette lati di un album a 78 giri di quattro dischi. Sull'ottavo lato c'è Fantasia upon One Note Z.745 di Purcell, con Britten che suona il bordone di Do centrale sostenuto sulla seconda viola; l'unica registrazione in cui ha suonato la viola, il suo strumento a corde preferito.
Il giornalista e critico di musica classica John Amis (1922-2013), marito di Olive Zorian 1948-55, ricordava delle prime prove:

## Struttura
Il quartetto è in tre movimenti:
1. "Allegro calmo, senza rigore"
2. "Vivace"
3. "Chacony: sostenuto"

Il primo movimento è in una sorta di forma-sonata, insolita in quanto il primo e il secondo tema danno luogo a un terzo tema, tutti che coinvolgono l'intervallo di una decima.
Il secondo movimento è stato descritto come "musica notturna", ma ha un carattere molto diverso da quello della musica notturna di Béla Bartók. Tutti e quattro gli strumenti suonano con i sordini.
Il terzo movimento è più lungo degli altri due movimenti combinati. Il suo titolo "Chacony" si rifà a Purcell, che usò quel nome per la forma musicale più spesso chiamata chaconne o passacaglia. Consiste in un tema (un'unità di nove battute) e 21 variazioni, divise in quattro sezioni di cadenze soliste per violoncello, viola e primo violino. In una nota del programma per la prima, Britten ha scritto: "Si può dire che le sezioni rivedono il tema da (a) armonico, (b) ritmico, (c) melodico e (d) aspetti formali".
Una esecuzione tipica dura circa 28 – 32 minuti.

## Incisioni
- 1946 – Zorian Quartet, His Master's Voice 78rpm C.3539[8]
- 1963 – Amadeus Quartet, Argo ZRG 5372[9]
- 1965 – Fidelio Quartet, Pye Golden Guinea Records LP GSGC I4025[10]
- 1971 – Janáček Quartet, Supraphon SUA ST 50960[11]
- 1972 – Allegri Quartet, Decca LP SXL 6564[12]
- 1978 – Amadeus Quartet, Decca LP SXL 6893;[13] remastered 1990 London Records CD 425 715-2[14]
- 1981 – Alberni Quartet, CRD Records LP CRD 1095; rereleased 1989, CRD Records CD CRD 3395[15]
- 1984 – Sequoia Quartet, Music & Arts CD CD-740 SKU: 017685074028
- 1986 – Endellion Quartet, His Master's Voice LP E 2705021/31/41[16]* 1990 – Britten Quartet[17]
- 1992 – Wihan Quartet, Clara CD 57 013-2 / Popron 57 013-2[18]
- 1998 – Maggini Quartet, Naxos CD 8.553883[19]
- 1998 – Sorrel Quartet, Chandos CD CHAN 9664[20]
- 2002 – Brodsky Quartet, Challenge CD CC 72099[21]
- 2005 – Belcea Quartet, EMI Classics CD 7243 5 57968 2 0[22]
- 2010 - Elias String Quartet, Sonimage SON 10903 - String Quartets Nos 2 & 3; Three Divertimenti for string quartet
- 2013 – Takács Quartet, Hyperion CD CDA68004 [23]
- 2017 – Emerson String Quartet, Decca CD B0026509-02[24]